# Isla Redonda (Perú)
La Isla Redonda, también conocida como Isla Lobo, es una isla perteneciente al Perú situada en la entrada de la bahía de Samanco, un entrante del océano Pacífico en la costa de la provincia de Santa, dentro del departamento de Áncash. Se halla en el extremo sur de la península del Ferrol, de la que se encuentra separada por un pequeño canal de unos 100 metros de ancho llamado La Boquita.

## Descripción geográfica
La isla tiene una superficie aproximada de 67,26 hectáreas y se localiza en torno a los 9° 14’ de latitud S y los 78° 33’ de longitud O. Presenta una longitud de unos 1265 m, en sentido noreste-suroeste, y 968 metros de anchura máxima de este a oeste. La mayor altitud de la isla se alcanza en el cerro San Cristóbal de 199 m de altura.
La isla Redonda se encuentra bajo la influencia de las aguas frías de la corriente de Humboldt, es de terreno agreste sin presencia de vegetación, formada por rocas oscuras con manchas blanquecinas de arena y guano de las aves marinas, las rocas que se destacan en su costa son visibles a poca distancia de su orilla, en donde rompe el mar con fuerza. El extremo sur de la isla recibe el nombre de punta Cabezo. Por el lado noroeste de la isla se encuentran dos peñascos a 50 y 200 metros de distancia de ese extremo.

## Diversidad biológica

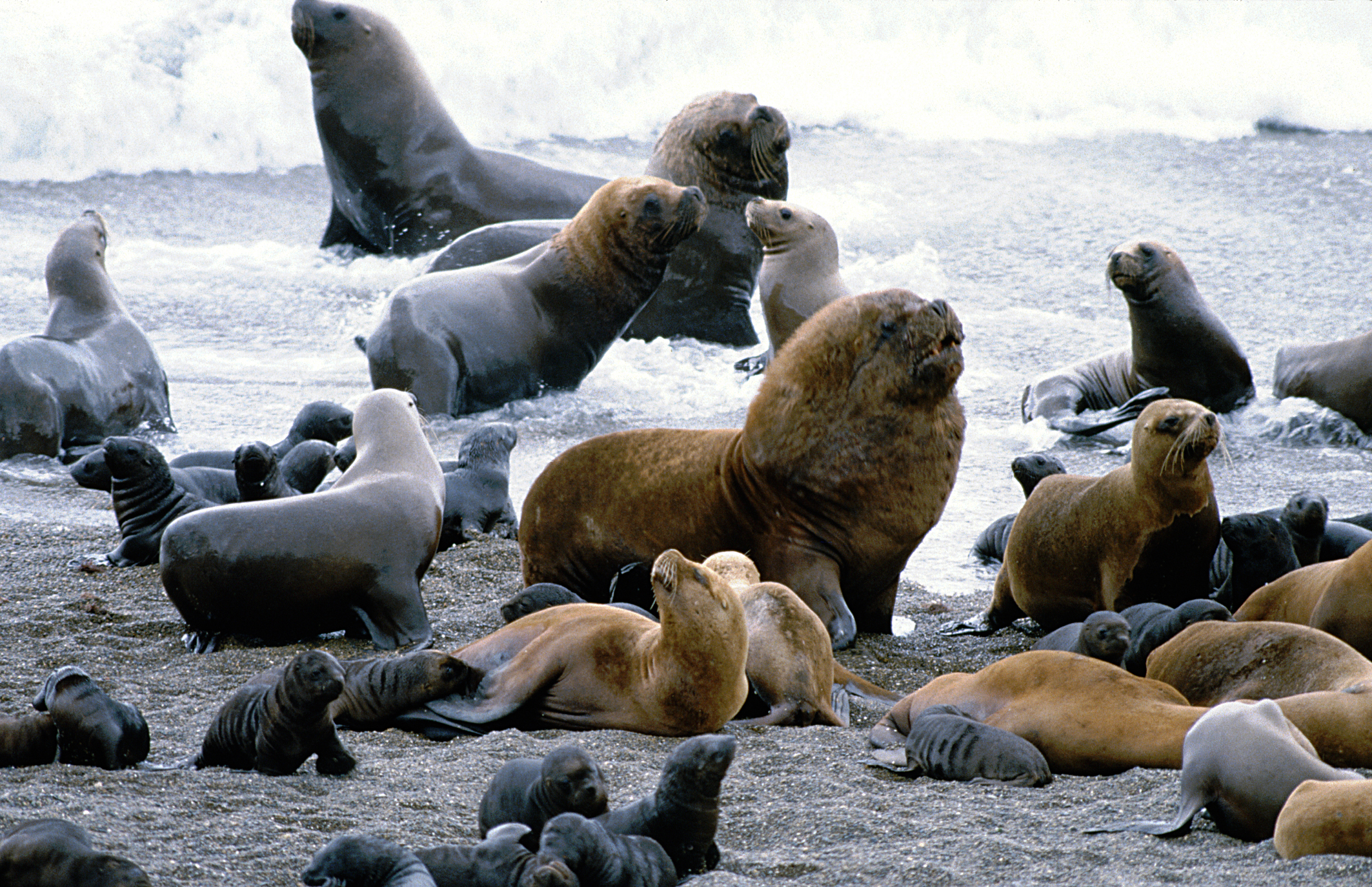
Lobo marino chusco.

La fauna predominante en la isla son las aves aunque también pueden verse poblaciones de lobos marinos chusco (Otaria flavescens), una especie de lobo marino que pertenece a la familia Otariidae. En su mayoría, las aves que habitan la isla son especies típicas de ecosistemas marino-costeros, que han encontrado en este lugar una zona de alimentación, reproducción y descanso.
El mundo submarino de la isla Redonda muestra un impresionante paisaje y mucha vida, donde los peces e invertebrados marinos son los grupos taxonómicos más representativos. Los invertebrados marinos, entre moluscos, crustáceos y equinodermos, se encuentran el caracol negro (Thais chocolata), el caracol rosado (Bursa ventricosa), la lapa (Fissurella latimarginata), la concha de abanico (Argopecten purpuratus), el ancoco (Patallus mollis), etc.
La diversidad marina presente da soporte a la pesca artesanal que se realiza cerca a su litoral y que captura pejerrey (Odontesthes regia regia), cabinza (Isacia conceptionis), lorna (Sciaena deliciosa), pintadilla (Cheilodactylus variegatus), caballa (Scomber japonicus), entre otras especies.